# 화정면 (의령군)
화정면(華井面)은 대한민국 경상남도 의령군의 면이다. 군청 소재지로부터 15km 서남에 위치하여 남강을 경계로 진주시 미천면, 대곡면, 지수면 3개면과 함안군 군북면과 접해 장사진형으로 남북 12km로 길게 뻗어 있다. 남강변에는 비옥한 토지로 농사가 잘되고, 수박·호박·부추의 주산단지로 농가 소득을 높이고 있으며 특히 호박은 전국에 이름나 있다. 남강을 끼고 있어 절경이 있고, 상정리 읍강정에 바라본 남강은 으뜸이다.

## 연혁

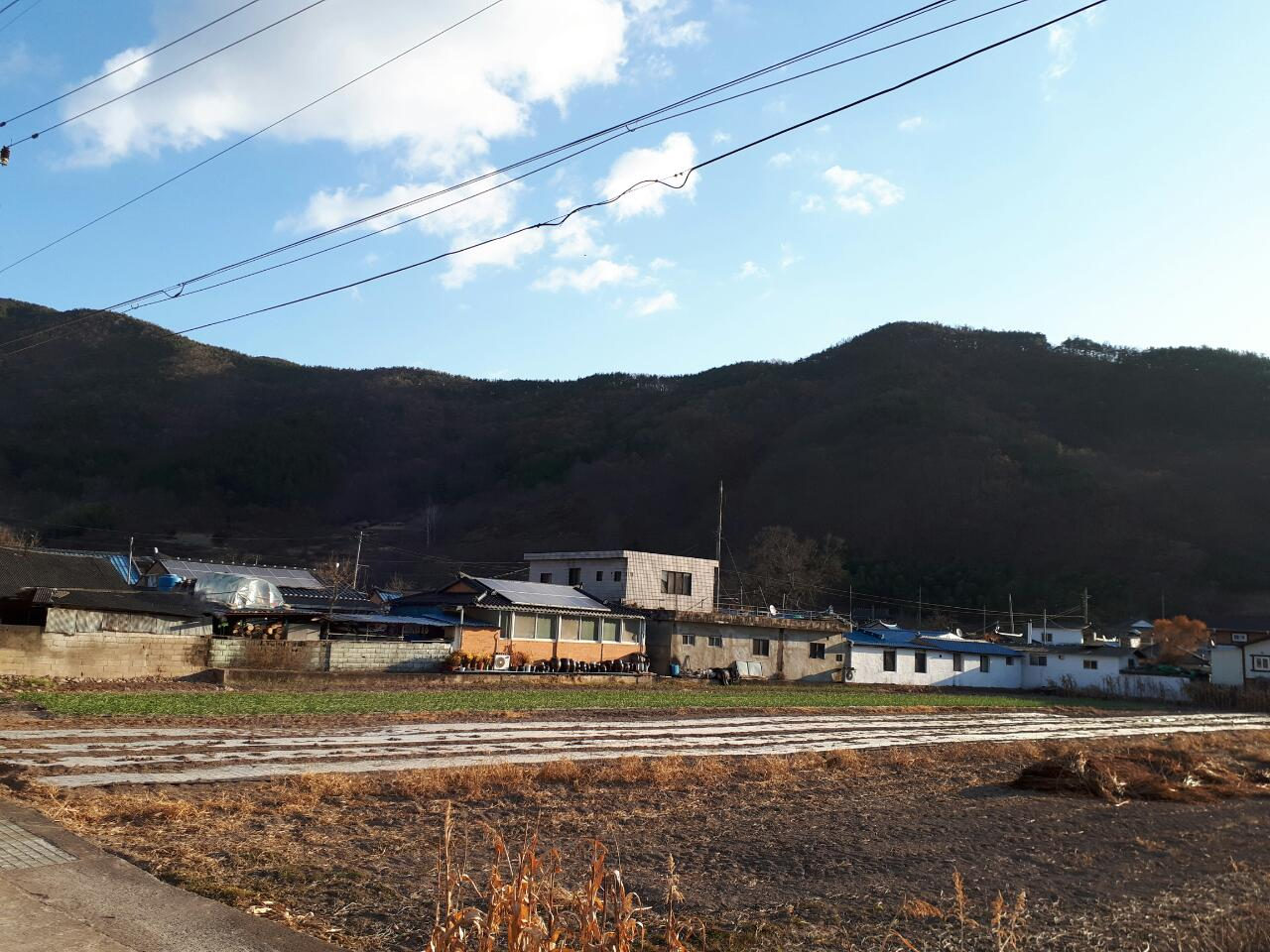
화정면 상정마을

1895년 대한제국 고종 32년 지방제도개혁과 1906년 광무 10년(고종 43년) "지방구역정리" 때까지는 상정(上井)과 화양(華陽)이 별개의 면 행정구역이었다. 그 뒤 일제강점기인 1913년 3월 1일부터는 만천(萬川) 일부 지역이 화양면에 편입되기도 했으나, 1935년(소화 10년) 화양면의 상일, 상이, 부곡 마을이 상정면에 편입되고 나머지 중촌과 하촌은 의령면으로 편입시키면서 화양면을 폐지했다. 이때 ‘화양’의 ‘화’와 ‘상정’의 ‘정’을 따서 면 이름도 화정(華井)으로 고쳤다. 그 이후 별 변동없이 오늘에 이르고 있다.

## 행정 구역
- 가수리
- 덕교리
- 상일리
- 석천리
- 화양리
- 상정리
- 상이리

## 교육
- 화정초등학교 (상정리)
  - 화양분교 (폐교) (상이리)
  - 화남분교 (폐교) (화양리)